# Révolte de Nat Turner

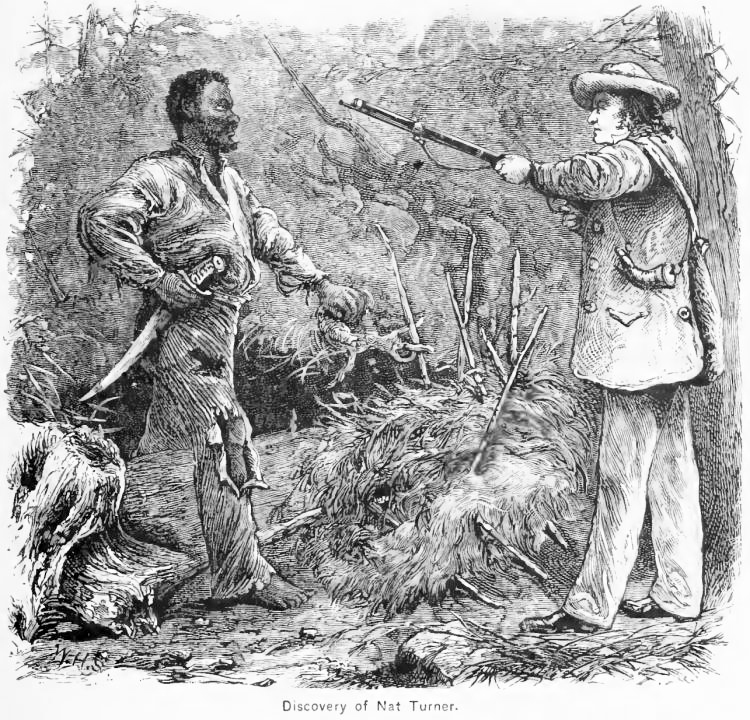
Découverte de Nat Turner, gravure sur bois de William Henry Shelton.

La révolte de Nat Turner (aussi connue sous le nom d’insurrection de Southampton) est une révolte d'esclaves qui a eu lieu dans le comté de Southampton, en Virginie, au mois d'août 1831. Menés par Nat Turner, les esclaves rebelles ont commis des meurtres à divers endroits, de 55 à 65 personnes, ce qui en a fait la rébellion d’esclaves la plus meurtrière pour la population blanche dans le Sud des États-Unis. La révolte a été réprimée en quelques jours, mais Nat Turner a survécu en se cachant pendant deux mois. La révolte a été définitivement étouffée à la plantation Belmont (en), au matin du 23 août 1831.
La révolte a créé une panique générale au sein de la population blanche, et des milices blanches furent organisées en représailles contre les esclaves. L'État a fait exécuter 56 esclaves accusés de faire partie de la révolte. Dans la panique, de nombreux esclaves innocents ont été punis. Au moins 100 Afro-Américains, et peut-être jusqu'à 200, ont été assassinés par les milices et la population dans cette zone. Dans le Sud, les corps législatifs des États ont adopté de nouvelles lois interdisant l'éducation des esclaves et des noirs libres, restreignant les droits de réunion et autres droits civils pour les noirs libres, et exigeant la présence d'hommes blancs lors de tous les services religieux.

## Contexte

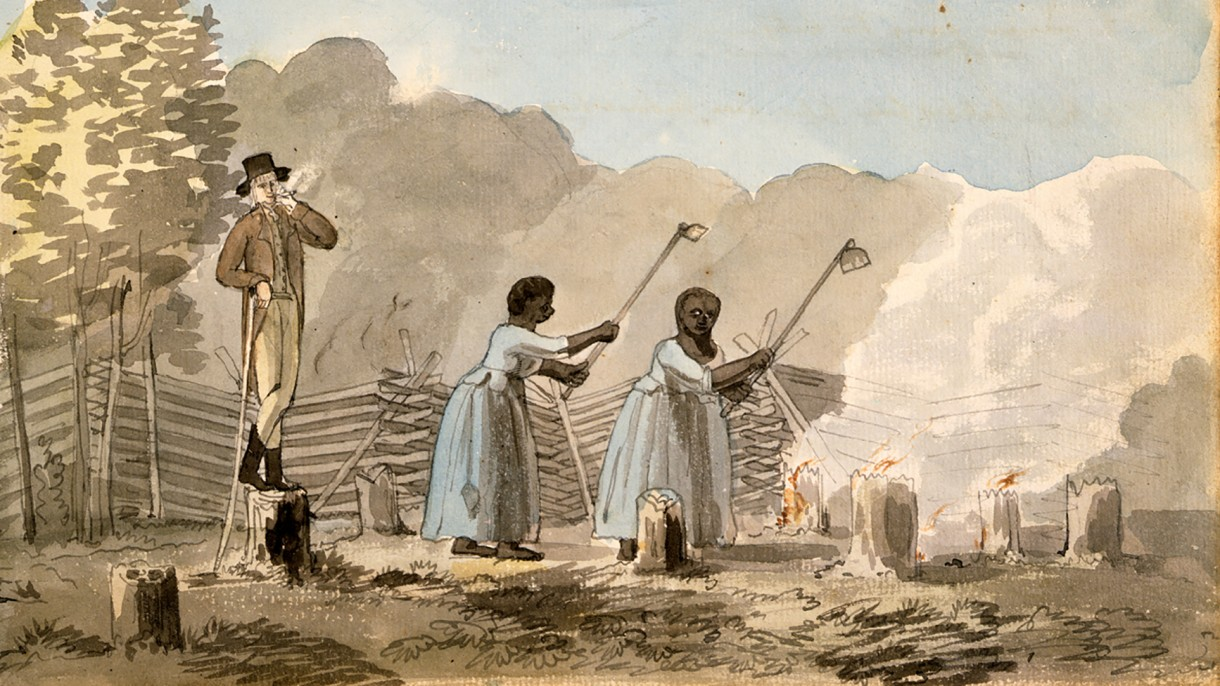
Esclaves au travail dans une plantation de Virginie.

Nat Turner était un esclave afro-américain qui a vécu toute sa vie dans le comté de Southampton, en Virginie, une zone avec une prédominance de noirs sur les blancs.  Après la rébellion, un avis de récompense décrit Turner ainsi :

« Entre 1,68 m et 1,73 m, pèse entre 68 kg et 73 kg, teint plutôt clair, mais pas mulâtre, les épaules larges, un nez plat et large, de grands yeux, de larges pieds plats, plutôt cagneux, démarche vive et active, des cheveux très fins sur le dessus de la tête, pas de barbe, à l'exception de la lèvre supérieure et le haut du menton, une cicatrice sur l'une de ses tempes, et une sur la nuque, une bosse sur l'un des os de son bras droit, près du poignet, causée par un coup. »

Nat Turner a appris à lire et à écrire à un jeune âge. Il est devenu très pieux en grandissant, et on le voyait souvent pratiquer le jeûne, prier ou se plonger dans la lecture des histoires de la Bible. Il a eu fréquemment des visions, qu'il interprétait comme des messages de Dieu. Ces visions ont grandement influencé sa vie. Par exemple, quand Turner était âgé de 21 ans, il s'est enfui loin de son propriétaire, Samuel Turner, mais il est revenu un mois plus tard, car la faim l'avait rendu délirant et il avait eu une vision lui disant de « retourner au service de son maître sur terre ». En 1824, en travaillant dans les champs, pour le compte de son nouveau propriétaire, Thomas Moore, Turner a eu une deuxième vision, dans laquelle « le Sauveur était sur le point de délivrer son courroux sur les péchés des hommes, et le grand jour du jugement était tout proche ». Turner menait souvent des services baptistes et prêchait la Bible à ses camarades esclaves, qui l'avaient surnommé « le Prophète ».
Turner a également eu une influence sur les personnes de race blanche. Dans le cas d'Ethelred T. Brantley, Turner a déclaré qu'il était capable de convaincre Brantley de « cesser sa méchanceté ». Au printemps 1828, Turner était convaincu qu'il « était destiné à de grands projets voulus par le tout-Puissant». En travaillant dans les champs de son propriétaire, le 12 mai, Turner « entendit un bruit dans les cieux, et l'Esprit apparut instantanément vers lui et lui dit que le Serpent avait été relâché, et que le Christ imposait ce fardeau pour punir les péchés des hommes, et qu'il devrait le prendre sur lui afin de lutter contre le Serpent, qui approchait à grands pas quand le premier devrait être le dernier et le dernier devrait être le premier ».
En 1830, Joseph Travis acheta Turner et devint son maître. Turner, a rappelé plus tard que Travis était « une sorte de maître » qui avait « la plus grande confiance en lui ». Turner attendait avec impatience le signal de Dieu pour commencer sa mission qui était de « tuer ses ennemis avec leurs propres armes ». Turner assista à l'éclipse solaire du 11 février 1831, et était convaincu que c'était le signe qu'il attendait. Suivant les pas du défunt Denmark Vesey de Caroline du Sud, il a commencé les préparatifs pour un soulèvement ou rébellion contre les blancs esclavagistes du comté de Southampton, par l'achat de fusils. Turner « communiqua la grande mission qui lui avait été confiée à quatre personnes en qui il avait la plus grande confiance » : ses compagnons esclaves Henry, Hark, Nelson et Sam.

## La révolte

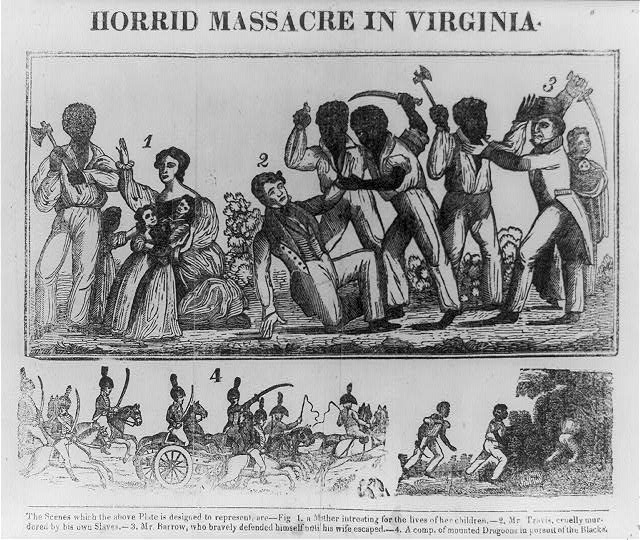
1831, gravure sur bois visant à illustrer les différentes étapes de la rébellion.

Turner avait initialement prévu que la rébellion commence le 4 juillet 1831, mais était tombé malade, repoussant la date jusqu'au 22 août. Turner a commencé avec plusieurs camarades esclaves de confiance, et, finalement, a réuni plus de 70 noirs esclaves et libres, dont certains montaient à cheval. Le 13 août 1831, une perturbation atmosphérique fit apparaître le soleil bleu-vert. Turner prit cela comme le signal final, et commença la rébellion une semaine plus tard, le 22 août. Les rebelles se rendirent de maison en maison, libérant les esclaves et tuant tous les blancs qu'ils rencontraient.  
Comme les esclaves révoltés ne voulaient pas alerter qui que ce soit, ils jetèrent leurs fusils et préférèrent utiliser des couteaux, des haches ou des hachettes, et des objets contondants à la place d'armes à feu (ces dernières étaient également plus difficile à obtenir). L'historien Stephen B. Oates affirme que Turner avait ordonné à son groupe de « tuer tous les blancs ». Le journal Richmond Examiner notait que Turner a déclaré que « le meurtre à l'aveugle n'était pas leur intention au départ, et qu'ils avaient eu d'abord comme but de répandre la terreur et l'inquiétude ». Le groupe épargna quelques maisons « parce que Turner pensait que les pauvres habitants blancs n'avaient pas de meilleures opinions d'eux-mêmes qu'ils n'en avaient des nègres,».

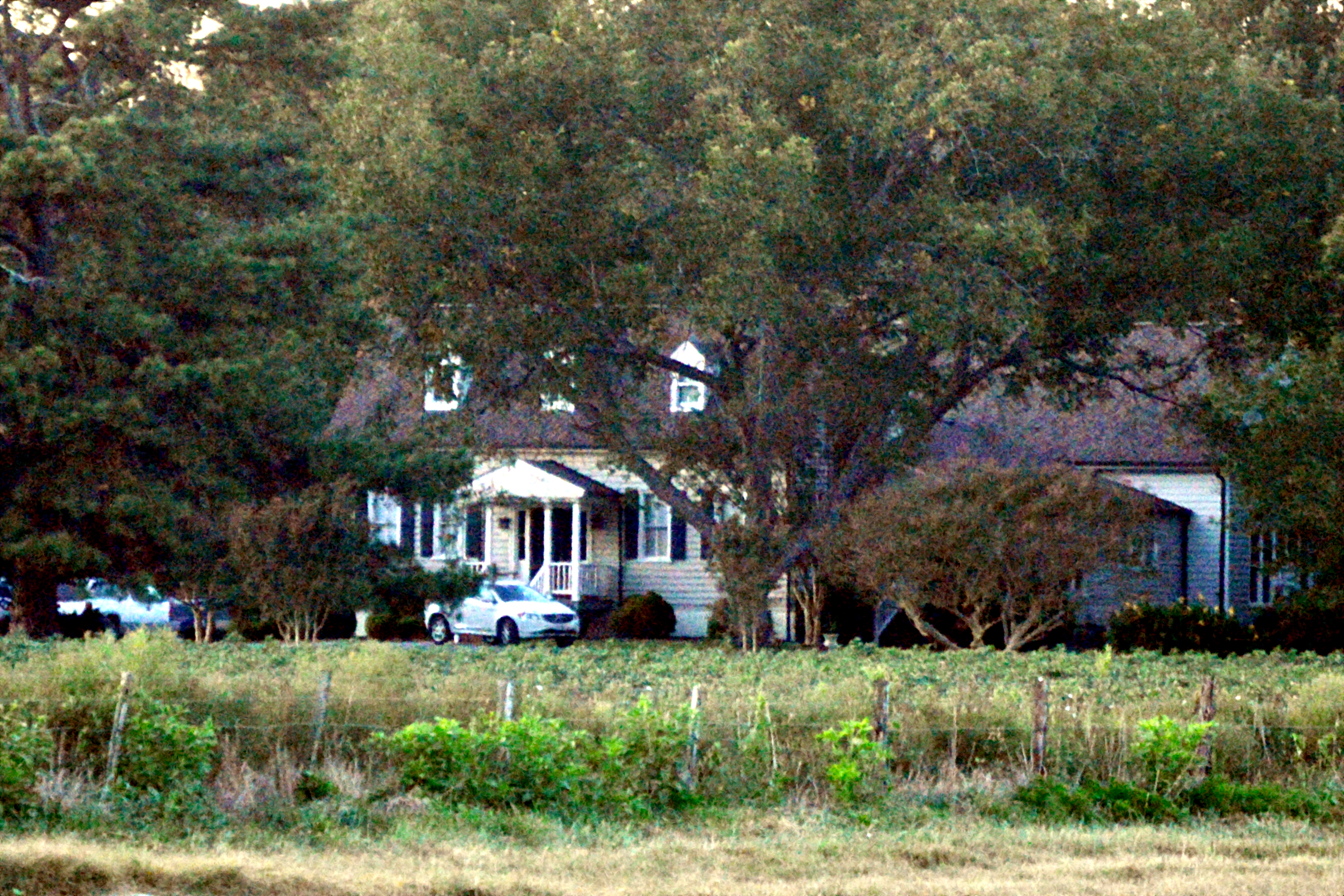
en Virginie, où la rébellion a été écrasée.

Les rebelles n'ont presque pas épargné ceux qu'ils ont rencontré, à l'exception d'un jeune enfant qui se cachait dans un foyer parmi les quelques survivants. Les esclaves ont tué près de soixante blancs, hommes, femmes et enfants avant que Turner et sa brigade d'insurgés ne soient vaincus. La propriété Rebecca Vaughan était le dernier bâtiment restant intact dans le comté de Southampton, dont les propriétaires et leurs familles ont été tués.
La rébellion a été réprimée en quelques jours, avec l'escarmouche finale ayant lieu à la plantation Belmont le matin du 23 août. Une milice blanche avec deux fois plus d'hommes que les rebelles et renforcée par trois compagnies d'artillerie eut finalement raison de l'insurrection.  Turner a survécu en se cachant.

## Les représailles et l’exécution de Nat Turner
Un jour après la répression de la rébellion, la milice locale et trois compagnies d'artillerie ont été rejointes par des détachements de soldats de l'USS Natchez et USS Warren, ancrés dans le Norfolk, et les milices de comtés de la Virginie et de la Caroline du Nord aux environs de Southampton. L'État fit exécuter 56 noirs et les milices tuèrent au moins 100 noirs. Selon les estimations, 200 noirs ont été tués, dont la plupart n'ont pas participé à la rébellion.
Turner a échappé à la capture pendant deux mois, mais est resté dans le comté de Southampton. Le 30 octobre, un fermier blanc du nom de Benjamin Phipps l'a découvert dans un trou recouvert de rails. Un procès a été rapidement organisé ; le 5 novembre 1831, Nat Turner a été jugé pour avoir « conspiré pour se rebeller et mener une insurrection », reconnu coupable et condamné à mort. Lorsqu'on lui a demandé s'il regrettait ce qu'il avait fait, Turner a répondu, « Le Christ n'a-t-il pas été crucifié ? ». Il a été pendu le 11 novembre, à Jerusalem, en Virginie. Son cadavre a été écorché, décapité et écartelé. Les parties de son corps ont ensuite été tannées et vendues dans les magasins du comté de Southampton.

Des rumeurs se propagèrent rapidement parmi les blancs, selon laquelle la révolte des esclaves n'était pas limitée à Southampton, et se propageait jusqu'au sud de l'Alabama. Ces craintes ont conduit à des rapports en Caroline du Nord établissant que des « armées » d'esclaves avaient été vues sur les routes, avaient brûlé et massacré les habitants blancs de Wilmington, une ville à majorité noire, et étaient en marche vers la capitale de l'état. Cette si grande peur et inquiétude poussa les blancs à "attaquer les noirs dans le Sud pour deux fois rien -  l'éditeur du Whig de Richmond écrivant « avec douleur », décrivait la scène comme « un massacre de nombreux noirs, sans procès, et dans des circonstances de grande barbarie». Deux semaines après la répression de la rébellion, la violence des blancs envers les noirs a continué. Le général Eppes ordonna aux troupes et aux citoyens blancs de cesser le massacre :

« Il [le Général] ne détaillera pas toutes les affaires qui se sont déroulées, et passera sous silence ce qui s'est passé, avec l'expression de sa plus profonde tristesse, jugeant que l'état de nécessité doit être censé avoir existé, pour justifier un acte de sauvagerie. Mais il se sent le devoir de déclarer, et d'annoncer par la présente aux soldats et aux citoyens, qu'aucune excuse ne sera valable pour tout acte de violence similaire, après la promulgation de la présente ordonnance. »

Dans une lettre au New York Evening Post, le révérend G. W. Powell a écrit « beaucoup de noirs sont tués chaque jour. Le nombre exact ne sera jamais connu».
Une compagnie de la milice du comté de Hertford, en Caroline du Nord aurait tué quarante noirs en un jour et aurait récupéré 23 $ et une montre en or sur les morts. Le capitaine Solon Borland, qui a dirigé un contingent de Murfreesboro, a condamné ces actes « car ils s'apparentent à un vol des propriétaires blancs de ces esclaves. » Les Noirs soupçonnés de participer à la rébellion ont été décapités par la milice. « Leurs têtes coupées ont été montées sur des poteaux à des carrefours, comme une effroyable forme d'intimidation». Une section de la route 658 de l'État de Virginie porte toujours le nom de route de la Tête Noire, en référence à ces événements.

## Les confessions de Nat Turner
Après la capture de Turner, un avocat local, Thomas Ruffin Gray, a écrit et publié Les Confessions de Nat Turner : le leader de l'insurrection de Southampton, en Virginie. Le livre a été à la fois le résultat de ses recherches lorsque Turner était dans la clandestinité et de ses conversations avec Turner avant le procès. Ce document demeure la principale fenêtre sur l'esprit de Turner. En raison de l'évident conflit d'intérêts de l'auteur, les historiens sont en désaccord sur le point de vue de cette œuvre qui serait une vision de Gray plutôt que de Turner. En 1967, William Styron s'est inspiré de Gray dans l'écriture de son roman, Les Confessions de Nat Turner, pour lequel il a remporté le prix Pulitzer.